# コモン英語訳聖書
コモン英語訳聖書（こもんえいごやくせいしょ、英文：Common English Bible）、略称CEBは、2011年にアメリカ合衆国のプロテスタントグループにより出版されたキリスト教英語訳聖書で、さらに読みやすい、理解しやすいことを目標とした。

## 概要
さまざまな教派に跨って世界の聖書の翻訳者と編集者がテネシー州ナッシュビルに集まり、各教派の出版社も含めてChurch Resources Cooperation を2009年に結成して、2011年には翻訳を終っている。  旧約聖書はビブリア・ヘブライカ・シュトゥットガルテンシアのマソラ本文を使い、新約聖書はネストレ・アーラントのギリシャ語テキストを使っている。
聖公会、正教会、カトリック教会で使われる外典も含んだ版も出版されている。また、録音版もあり、付属の地図はナショナル ジオグラフィック協会から提供されている。米国聖公会はその公認聖書のひとつに『コモン英語訳聖書』をすでに入れている。 

## 特徴
この訳の特徴は読みやすく、理解しやすいことを目標にしたもので、「まえがき」にいくつかの例を挙げている。
- 翻訳の正確さと読みやすさのバランスを取った。
  - これまで「son of man」などと訳されていたのを、「human one」または「the Human One」に
  - 「Lord of hosts」を、「Lord of heavenly forces」に
- 測定値はインチ、フィートを使用。ただし、お金の単位は原文のまま。
- 脚注は最小限に。

など